# فترة ضوئية
الفترة الضوئية أو الدورة الضوئية (بالإنجليزية: Photoperiodism)‏ تعبير يقصد به طول ساعات النهار، وهي عامل يمكن أن يؤثر على النباتات الحيوان.

## تأثير الفترة الضوئية على النبات
يؤثر طول الفترة الضوئية على عمليات فسيولوجية حيوية في النبات مثل الإزهار واصفرار الأوراق وتساقطها، بالإضافة إلى تخزين الغذاء في النبات.

### تقسيم النباتات من حيث الفترة الضوئية
تقسم النباتات من ناحية الفترة الضوئية إلى:
- نباتات نهار طويل: وهي النباتات التي لا تزهر إلا بعد تعرضها لفترة إضاءة تزيد عن حد معين أو فترة إظلام تقل عن حد معين مثل السبانخ والفجل.
- نباتات نهار قصير: وهي النباتات التي لا تزهر إلا بعد تعرضها لفترة إضاءة تقل عن حد معين أو فترة ظلام تزيد عن حد معين مثل الفول الرومي البطاطا.
- نباتات محايدة النهار: تزهر نباتات تلك المجموعة تحت أي ظروف من الإضاءة والإظلام مثل البندورة الباذنجان إلا أن بعض النباتات المحايدة كالباميا يحدث إسراع في إزهارها عند تعريضها لنهار قصير.

ويفسر تأثير الضوء على إزهار النباتات بأنه تحت ظروف الإضاءة المناسبة التي تتعرض لها النباتات يتكون في النبات هرمون التزهير (بالإنجليزية: Florigen)‏ وهو المسؤول عن تحول النبات من مرحلة النمو الخضري إلى الإزهار.

### تأثير الفترة الضوئية على تكوين أعضاء التخزين
تحتاج البطاطا إلى نهار قصير للإسراع في تكوين الدرنات، ومن ناحية أخرى تعتبر البطاطا من نباتات النهار الطويل لتكوين الجذور المتدرنة وتحتاج الفراولة إلى نهار طويل لتكوين الأرآد أو السوق الجارية، وتفيد معرفة الاحتياجات الضوئية في اختيار الأصناف التي تتوافق احتياجاتها مع فترات الإضاءة في المنطقة المراد زراعتها فيها كما في حالة البصل والذي تختلف أصنافه في احتياجاتها الضوئية حيث تتراوح بين 11 – 16 ساعة إضاءة، وعند زراعة صنف لا تتلاءم احتياجاته الضوئية مع ظروف المنطقة تقل كمية المحصول ويقل حجم الأبصال وجودتها، كما تفيد معرفة الاحتياجات الضوئية في تحديد الوقت المناسب لزراعة المحاصيل المختلفة لتعطي مجموعاً خضرياً قوياً قبل اتجاهها نحو الإزهار وتكوين البذور.
على سبيل المثال، يختلف طول الفترة الضوئية اللازمة لتكوين الأبصال من نوع لآخر، وكلما كانت الفترة الضوئية ملائمة كلما تكونت الأبصال جيداً. فنجد أن البصل الصعيدي المصري يحتاج إلى ما يقرب من 12.5 إلى 13 ساعة ضوئية، والأبصال الهولندية إلى 16 ساعة ضوئية. وتوصل الباحثون أن زيادة طول الفترة الضوئية لها تأثير إيجابي على نمو البصل حيث تؤدي إلى زيادة عدد الأوراق الأنبوبية وزيادة أقطار الأعناق، وزيادة كمية النيتروجين الفسفور البوتاسيوم في الأجزاء المختلفة من نبات البصل.
وتؤثر شدة الإضاءة تأثيراً بالغاً على وفرة المحصول حيث ينقص المحصول بالتظليل أي بانخفاض شدة الإضاءة.